# Primetime Emmy-díj a legjobb férfi főszereplőnek (drámasorozat)
A Primetime Emmy-díj a legjobb férfi főszereplőnek (drámasorozat) elismerést az Emmy-díjátadó gálán adják át 1951 óta.

## Díjazottak és jelöltek

### 1950-es évek
Az ötvenes évek alatt többször megváltozott a kategória neve.

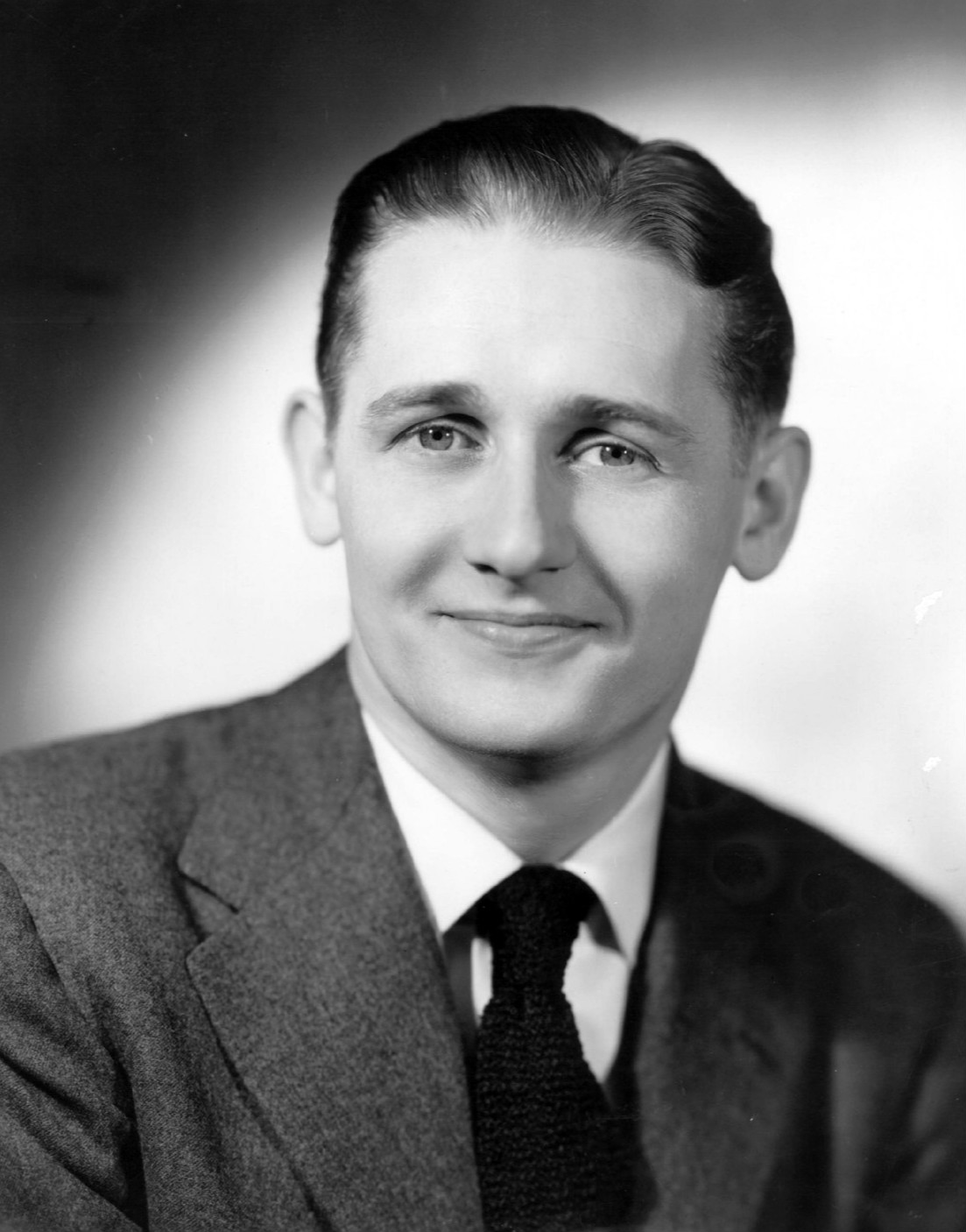
Alan Young

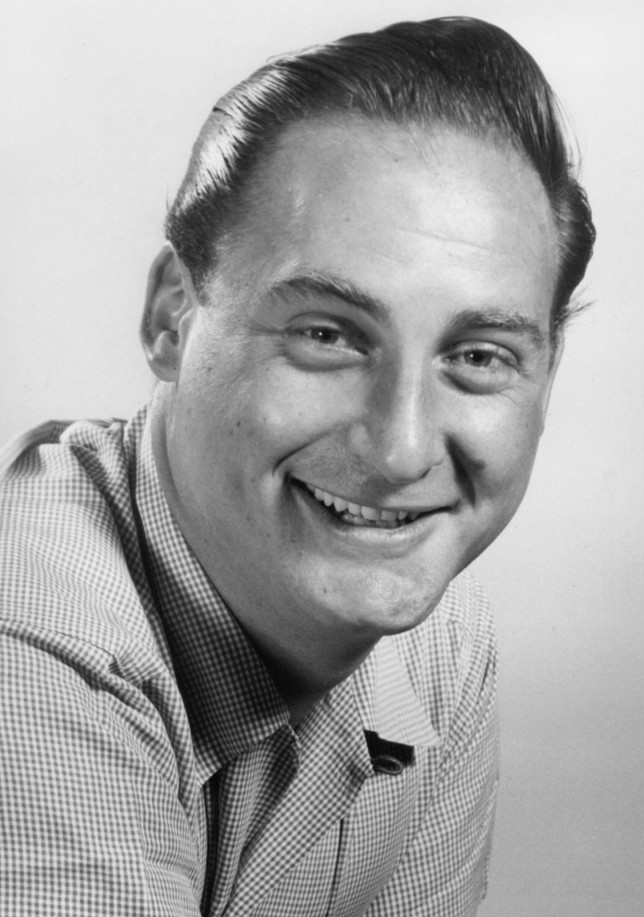
Sid Caesar

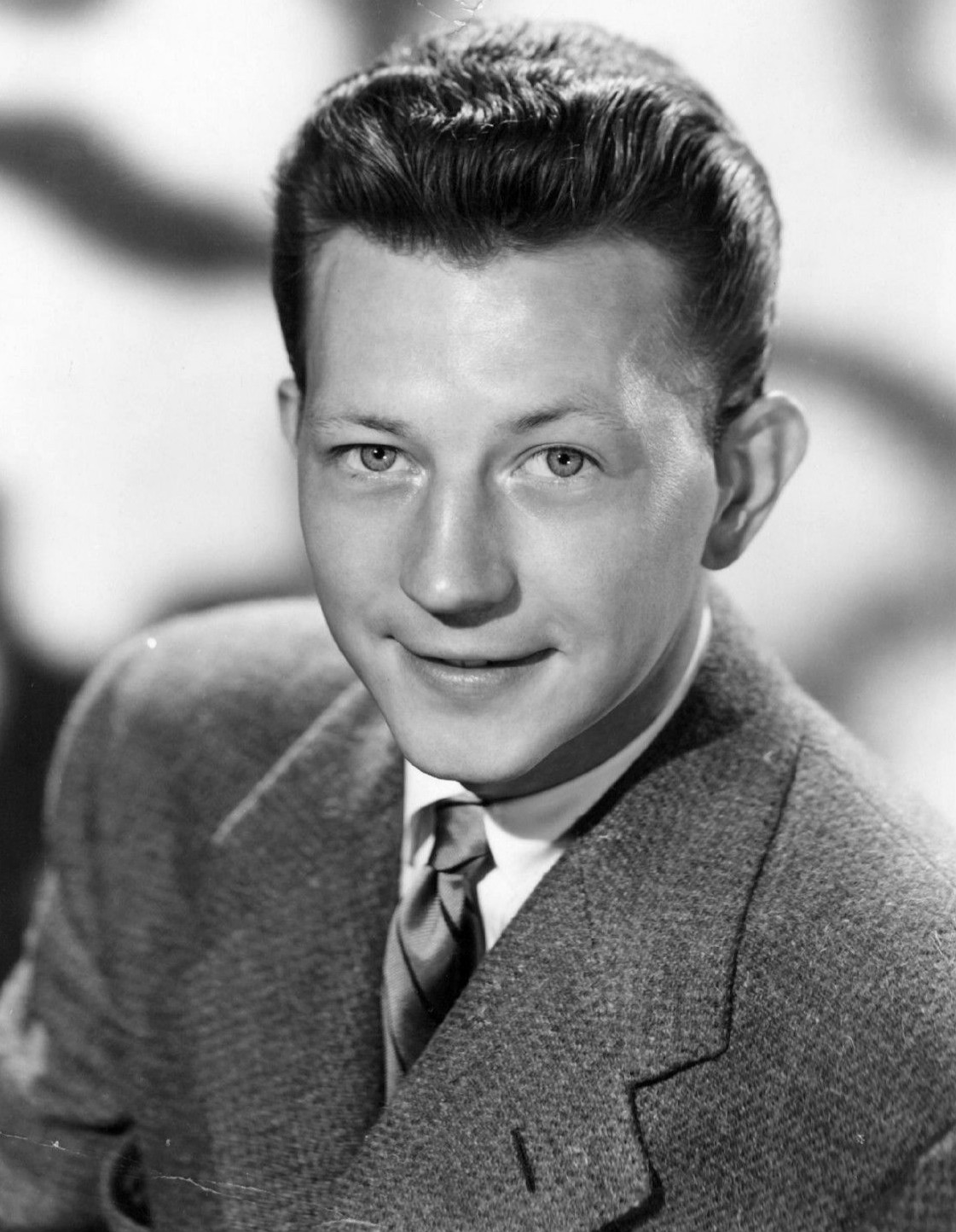
Donald O'Connor

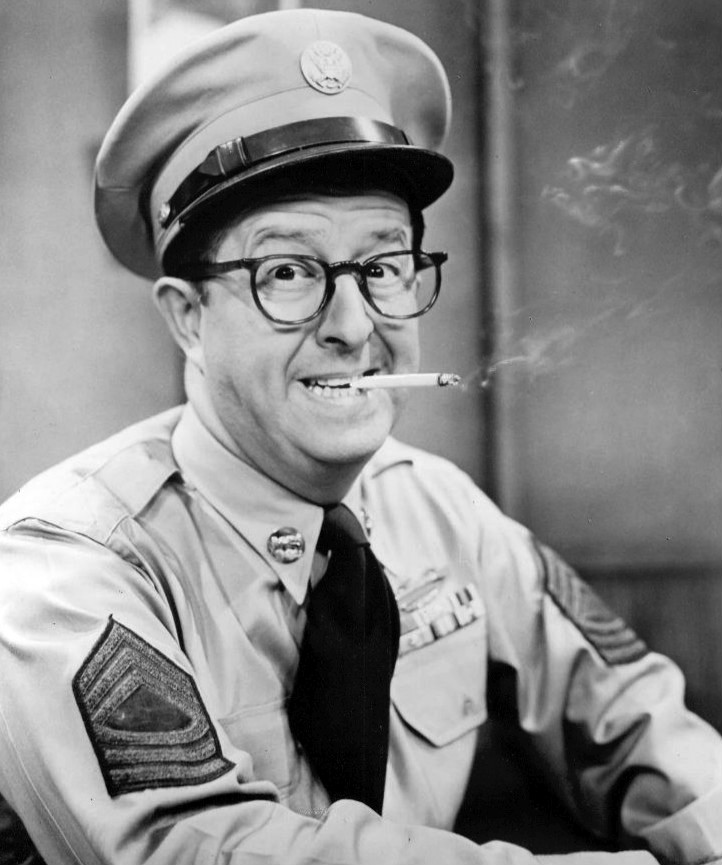
Phil Silvers

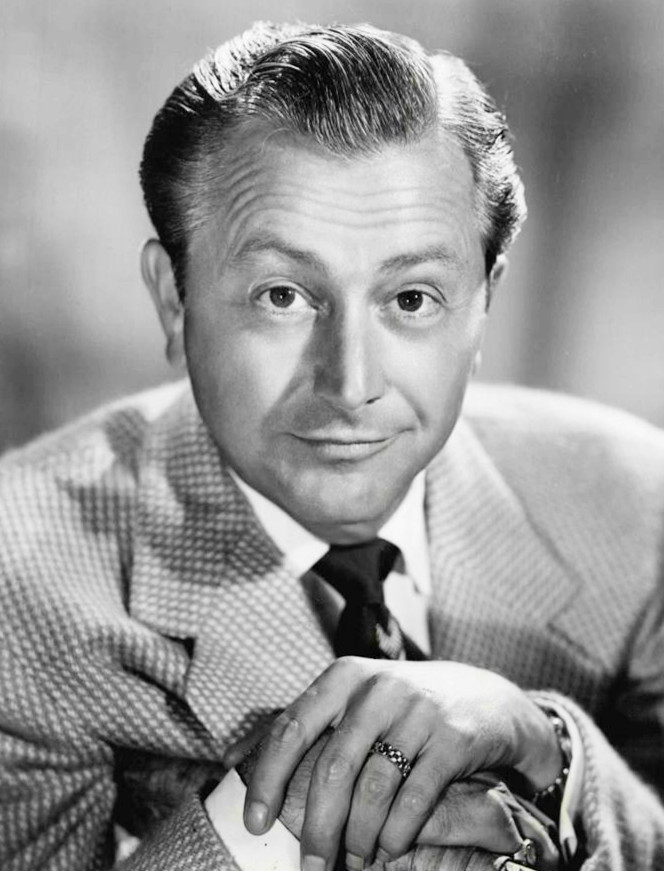
Robert Young

| Év                                                           | Név                               | Cím |
| ------------------------------------------------------------ | --------------------------------- | --- |
| Legjobb televíziós személyiség                               |                                   |     |
| 1950                                                         |                                   |     |
| Ed Wynn                                                      |                                   |     |
| Bill Welsh                                                   |                                   |     |
| Mike Stokey                                                  |                                   |     |
| Tom Harmon                                                   |                                   |     |
| Legjobb színész                                              |                                   |     |
| 1951                                                         |                                   |     |
| Alan Young                                                   |                                   |     |
| Charles Ruggles                                              |                                   |     |
| José Ferrer                                                  |                                   |     |
| Sid Caesar                                                   |                                   |     |
| Stan Freberg                                                 |                                   |     |
| 1952                                                         |                                   |     |
| Sid Caesar                                                   |                                   |     |
| Charlton Heston                                              |                                   |     |
| Robert Montgomery                                            |                                   |     |
| Thomas Mitchell                                              |                                   |     |
| Vaughn Taylor                                                |                                   |     |
| Walter Hampden                                               |                                   |     |
| Sid Caesar                                                   |                                   |     |
| 1953                                                         |                                   |     |
| Thomas Mitchell                                              |                                   |     |
| Charlton Heston                                              |                                   |     |
| Jack Webb                                                    |                                   |     |
| John Forsythe                                                |                                   |     |
| John Newland                                                 |                                   |     |
| Vaughn Taylor                                                |                                   |     |
| Legjobb férfi főszereplő                                     |                                   |     |
| 1954                                                         |                                   |     |
| Donald O’Connor                                              | The Colgate Comedy Hour           |     |
| Jack Webb                                                    | Dragnet                           |     |
| Wally Cox                                                    | Mister Peepers                    |     |
| Jackie Gleason                                               | The Jackie Gleason Show           |     |
| Sid Caesar                                                   | Your Show of Shows                |     |
| 1955                                                         |                                   |     |
| Danny Thomas                                                 | Make Room for Daddy               |     |
| Jack Webb                                                    | Dragnet                           |     |
| Jackie Gleason                                               | The Jackie Gleason Show           |     |
| Richard Boone                                                | Medic                             |     |
| Robert Cummings                                              | My Hero                           |     |
| 1956 \|                                                      |                                   |     |
| Phil Silvers                                                 | The Phil Silvers Show             |     |
| Danny Thomas                                                 | Make Room For Daddy               |     |
| Jackie Gleason                                               | The Honeymooners                  |     |
| Robert Cummings                                              | The Bob Cummings Show             |     |
| Robert Young                                                 | Father Knows Best                 |     |
| Legjobb férfi főszereplő drámai tévésorozatban               |                                   |     |
| 1957                                                         |                                   |     |
| Robert Young                                                 | Father Knows Best                 |     |
| Charles Boyer                                                | Four Star Playhouse               |     |
| David Niven                                                  | Four Star Playhouse               |     |
| Hugh O’Brian                                                 | The Life and Legend of Wyatt Earp |     |
| James Arness                                                 | Gunsmoke                          |     |
| Legjobb férfi főszereplő vígjáték vagy drámai tévésorozatban |                                   |     |
| 1958                                                         |                                   |     |
| Robert Young                                                 | Father Knows Best                 |     |
| Danny Thomas                                                 | Make Room for Daddy               |     |
| James Arness                                                 | Gunsmoke                          |     |
| Phil Silvers                                                 | The Phil Silvers Show             |     |
| Robert Cummings                                              | The Bob Cummings Show             |     |
| Legjobb férfi főszereplő drámai tévésorozatban               |                                   |     |
| 1959                                                         |                                   |     |
| Raymond Burr                                                 | Perry Mason                       |     |
| Craig Stevens                                                | Peter Gunn                        |     |
| Efrem Zimbalist Jr.                                          | 77 Sunset Strip                   |     |
| James Arness                                                 | Gunsmoke                          |     |
| James Garner                                                 | Maverick                          |     |
| Richard Boone                                                | Have Gun – Will Travel            |     |

### 1960-as évek
A hatvanas években változott a kategória elnevezése.

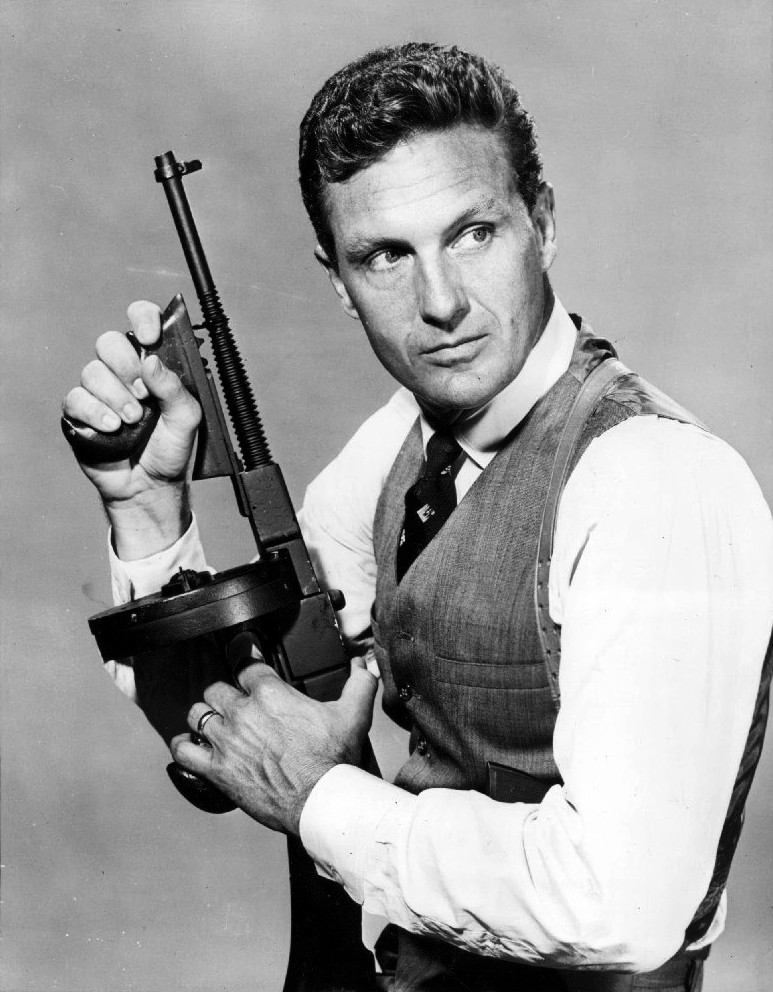
Robert Stack

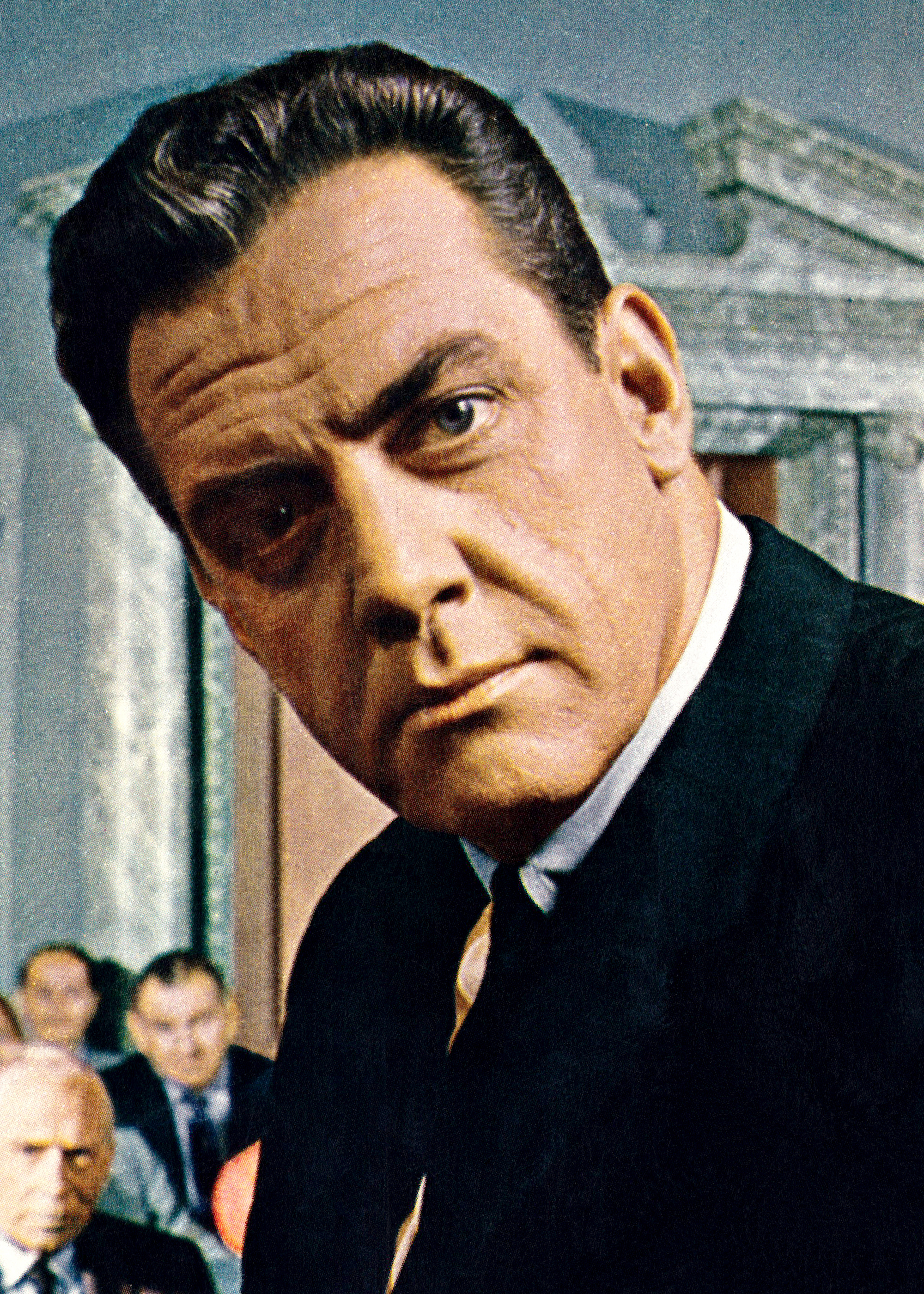
Raymond Burr

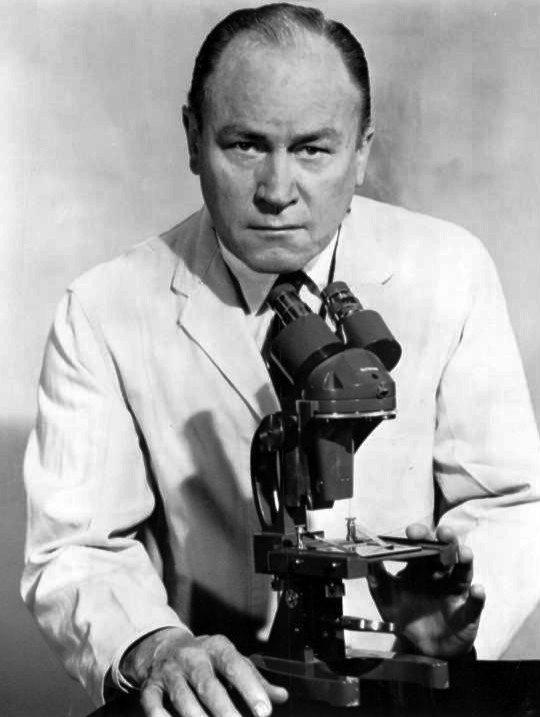
E. G. Marshall

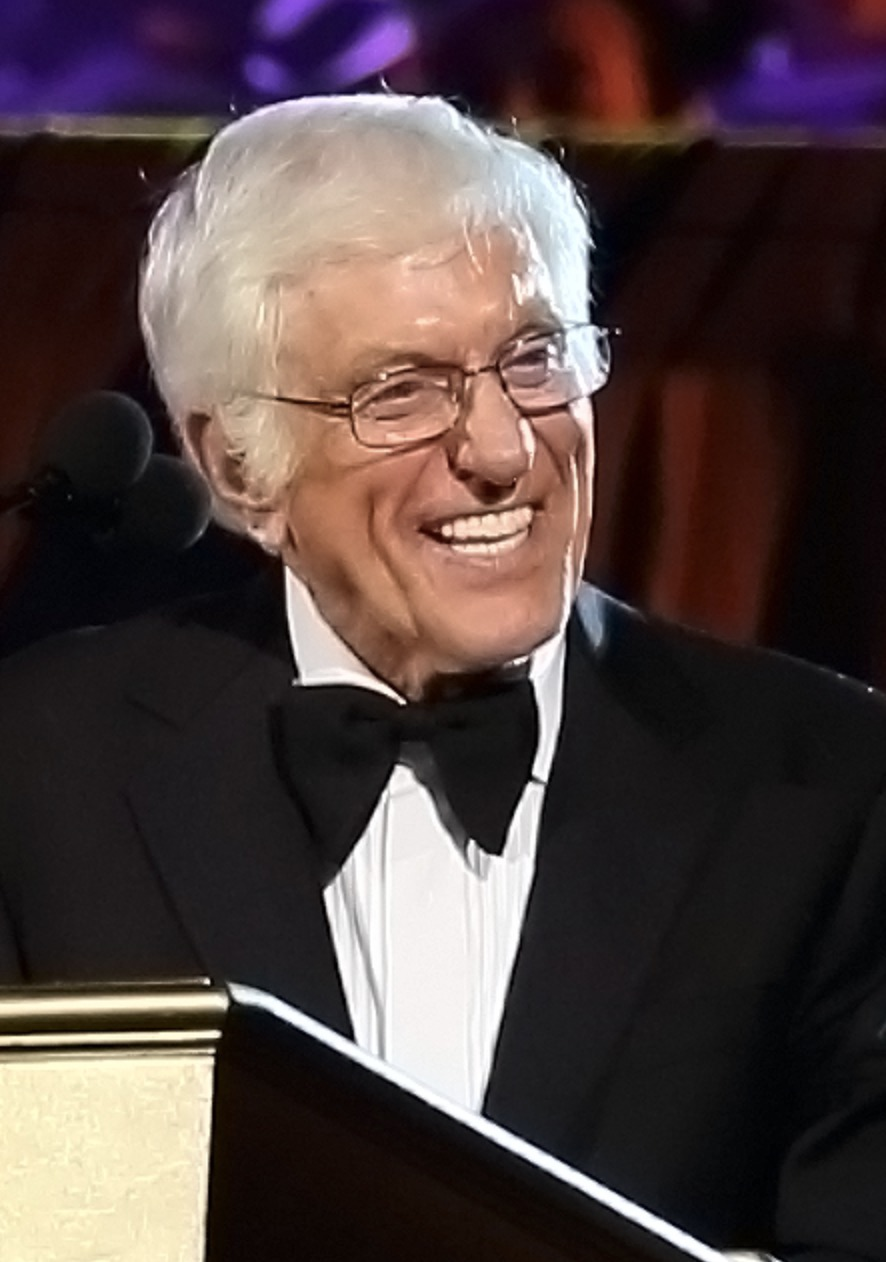
Dick Van Dyke

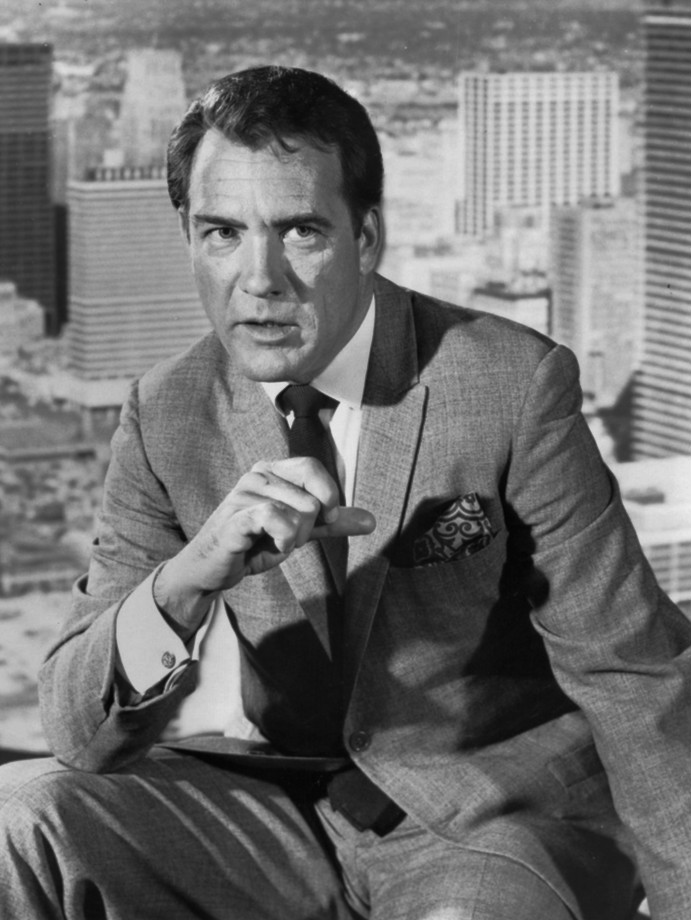
Carl Betz

| Év                                             | Név                     | Cím                |
| ---------------------------------------------- | ----------------------- | ------------------ |
| Legjobb férfi főszereplő vagy mellékszereplő   |                         |                    |
| 1960                                           |                         |                    |
| Robert Stack                                   | The Untouchables        |                    |
| Raymond Burr                                   | Perry Mason             |                    |
| Richard Boone                                  | Have Gun - Will Travel  |                    |
| Legjobb férfi főszereplő                       |                         |                    |
| 1961                                           |                         |                    |
| Raymond Burr                                   | Perry Mason             |                    |
| Jackie Cooper                                  | Hennesey                |                    |
| Robert Stack                                   | The Untouchables        |                    |
| 1962                                           |                         |                    |
| E. G. Marshall                                 | The Defenders           |                    |
| George Maharis                                 | Route 66                |                    |
| Jackie Cooper                                  | Hennesey                |                    |
| Paul Burke                                     | Naked City              |                    |
| Vince Edwards                                  | Ben Casey               |                    |
| 1963                                           |                         |                    |
| E. G. Marshall                                 | The Defenders           |                    |
| Dick Van Dyke                                  | The Dick Van Dyke Show  |                    |
| Ernest Borgnine                                | McHale's Navy           |                    |
| Paul Burke                                     | Naked City              |                    |
| Vic Morrow                                     | Combat!                 |                    |
| 1964                                           |                         |                    |
| Dick Van Dyke                                  | The Dick Van Dyke Show  |                    |
| David Janssen                                  | The Fugitive            |                    |
| Dean Jagger                                    | Mr. Novak               |                    |
| George C. Scott                                | East Side/West Side     |                    |
| Richard Boone                                  | The Richard Boone Show  |                    |
| 1965                                           | Nem adtak át díjat      | Nem adtak át díjat |
| Legjobb férfi főszereplő drámai tévésorozatban |                         |                    |
| 1966                                           |                         |                    |
| Bill Cosby                                     | I Spy                   |                    |
| David Janssen                                  | The Fugitive            |                    |
| David McCallum                                 | The Man from U.N.C.L.E. |                    |
| Richard Crenna                                 | Slattery's People       |                    |
| Robert Culp                                    | I Spy                   |                    |
| 1967                                           |                         |                    |
| Bill Cosby                                     | I Spy                   |                    |
| Ben Gazzara                                    | Run for Your Life       |                    |
| David Janssen                                  | The Fugitive            |                    |
| Martin Landau                                  | Mission: Impossible     |                    |
| Robert Culp                                    | I Spy                   |                    |
| 1968                                           |                         |                    |
| Bill Cosby                                     | I Spy                   |                    |
| Ben Gazzara                                    | Run for Your Life       |                    |
| Martin Landau                                  | Mission: Impossible     |                    |
| Raymond Burr                                   | Ironside                |                    |
| Robert Culp                                    | I Spy                   |                    |
| 1969                                           |                         |                    |
| Carl Betz                                      | Judd for the Defense    |                    |
| Martin Landau                                  | Mission: Impossible     |                    |
| Peter Graves                                   | Mission: Impossible     |                    |
| Raymond Burr                                   | Ironside                |                    |
| Ross Martin                                    | The Wild Wild West      |                    |

### 1970-es évek
| Év | Színész | Színész | Szerep | Cím | Adó |
| Férfi főszereplő folytatólagos kiemelkedő alakítása (drámasorozat) (Outstanding Continued Performance by an Actor in a Leading Role in a Dramatic Series)                      | Férfi főszereplő folytatólagos kiemelkedő alakítása (drámasorozat) (Outstanding Continued Performance by an Actor in a Leading Role in a Dramatic Series) | Férfi főszereplő folytatólagos kiemelkedő alakítása (drámasorozat) (Outstanding Continued Performance by an Actor in a Leading Role in a Dramatic Series) | Férfi főszereplő folytatólagos kiemelkedő alakítása (drámasorozat) (Outstanding Continued Performance by an Actor in a Leading Role in a Dramatic Series) | Férfi főszereplő folytatólagos kiemelkedő alakítása (drámasorozat) (Outstanding Continued Performance by an Actor in a Leading Role in a Dramatic Series) | Férfi főszereplő folytatólagos kiemelkedő alakítása (drámasorozat) (Outstanding Continued Performance by an Actor in a Leading Role in a Dramatic Series) |
| 1970 (22. gála) | | | | | |
| --- | --- | --- | --- | --- | --- |
| 1970 (22. gála) | | Robert Young | Dr. Marcus Welby | Marcus Welby, M.D. | ABC |
| 1970 (22. gála) | Raymond Burr | Robert T. Ironside | Ironside | NBC | |
| 1970 (22. gála) | Mike Connors | Joe Mannix | Mannix | CBS | |
| 1970 (22. gála) | Robert Wagner | Al Mundy | It Takes a Thief | ABC | |
| 1971 (23. gála) | | | | | |
| | Hal Holbrook | Hays Stowe | The Bold Ones: The Senator | NBC | |
| Raymond Burr | Robert T. Ironside | Ironside | NBC | | |
| Mike Connors | Joe Mannix | Mannix | CBS | | |
| Robert Young | Dr. Marcus Welby | Marcus Welby, M.D. | ABC | | |
| 1972 (24. gála) | | | | | |
| | Peter Falk | Columbo | Columbo | NBC | |
| Raymond Burr | Robert T. Ironside | Ironside | NBC | | |
| Mike Connors | Joe Mannix | Mannix | CBS | | |
| Keith Michell | VIII. Henrik angol király | The Six Wives of Henry VIII | CBS | | |
| Robert Young | Dr. Marcus Welby | Marcus Welby, M.D. | ABC | | |
| Férfi főszereplő folytatólagos kiemelkedő alakítása (folytatólagos drámasorozat) (Outstanding Continued Performance by an Actor in a Leading Role (Drama Series - Continuing)) | | | | | |
| 1973 (25. gála) | | | | | |
| | Richard Thomas | John-Boy Walton | The Waltons | CBS | |
| David Carradine | Kwai Chang Caine | Kung Fu | ABC | | |
| Mike Connors | Joe Mannix | Mannix | CBS | | |
| William Conrad | Frank Cannon | Cannon | CBS | | |
| Peter Falk | Columbo | Columbo | NBC | | |
| Legjobb férfi főszereplő drámasorozatban (Best Lead Actor in a Drama Series)                                                                                                   | | | | | |
| 1974 (26. gála) | | | | | |
| | Telly Savalas | Theo Kojak hadnagy | Kojak | CBS | |
| William Conrad | Frank Cannon | Cannon | CBS | | |
| Karl Malden | Mike Stone hadnagy | San Francisco utcáin (The Streets of San Francisco) | ABC | | |
| Richard Thomas | John-Boy Walton | The Waltons | CBS | | |
| Kiemelkedő férfi főszereplő drámasorozatban (Outstanding Lead Actor in a Drama Series)                                                                                         | | | | | |
| 1975 (27. gála) | | | | | |
| | Robert Blake | Tony Baretta nyomozó | Baretta | ABC | |
| Karl Malden | Mike Stone hadnagy | San Francisco utcáin (The Streets of San Francisco) | ABC | | |
| Barry Newman | Anthony J. Petrocelli | Petrocelli | NBC | | |
| Telly Savalas | Theo Kojak hadnagy | Kojak | CBS | | |
| 1976 (28. gála) | | | | | |
| | Peter Falk | Columbo | Columbo | NBC | |
| James Garner | Jim Rockford | Rockford nyomoz (The Rockford Files) | NBC | | |
| Karl Malden | Mike Stone hadnagy | San Francisco utcáin (The Streets of San Francisco) | ABC | | |
| 1977 (29. gála) | | | | | |
| | James Garner | Jim Rockford | Rockford nyomoz (The Rockford Files) | NBC | |
| Robert Blake | Tony Baretta nyomozó | Baretta | ABC | | |
| Peter Falk | Columbo | Columbo | NBC | | |
| Jack Klugman | Dr. R. Quincy, M.E. | Quincy, M.E. | NBC | | |
| Karl Malden | Mike Stone hadnagy | San Francisco utcáin (The Streets of San Francisco) | ABC | | |
| 1978 (30. gála) | | | | | |
| | Ed Asner | Lou Grant | Lou Grant | CBS | |
| James Broderick | Doug Lawrence | Family | ABC | | |
| Peter Falk | Columbo | Columbo | NBC | | |
| James Garner | Jim Rockford | Rockford nyomoz (The Rockford Files) | NBC | | |
| Jack Klugman | Dr. R. Quincy, M.E. | Quincy, M.E. | NBC | | |
| Ralph Waite | John Walton, Sr. | The Waltons | CBS | | |
| 1979 (31. gála) | | | | | |
| | Ron Leibman | Martin Kazinski | Kaz | CBS | |
| Ed Asner | Lou Grant | Lou Grant | CBS | | |
| James Garner | Jim Rockford | Rockford nyomoz (The Rockford Files) | NBC | | |
| Jack Klugman | Dr. R. Quincy, M.E. | Quincy, M.E. | NBC | | |

### 1980-as évek
| Év                     | Színész               | Színész                   | Szerep                | Magyar cím               | Eredeti cím | Adó |
| 1980 (32. gála)        |                       |                           |                       |                          |             |     |
| ---------------------- | --------------------- | ------------------------- | --------------------- | ------------------------ | ----------- | --- |
| 1980 (32. gála)        |                       | Ed Asner                  | Lou Grant             |                          | Lou Grant   | CBS |
| 1980 (32. gála)        | James Garner          | Jim Rockford              | Rockford nyomoz       | The Rockford Files       | NBC         |     |
| 1980 (32. gála)        | Larry Hagman          | Jockey Ewing              | Dallas                | Dallas                   | CBS         |     |
| 1980 (32. gála)        | Jack Klugman          | R. Quincy                 |                       | Quincy, M.E.             | NBC         |     |
| 1981 (33. gála)        |                       |                           |                       |                          |             |     |
|                        | Daniel J. Travanti    | Frank Furillo             | Zsarublues            | Hill Street Blues        | NBC         |     |
| Ed Asner               | Lou Grant             |                           | Lou Grant             | CBS                      |             |     |
| Jim Davis (posztumusz) | Jock Ewing            | Dallas                    | Dallas                | CBS                      |             |     |
| Larry Hagman           | Jockey Ewing          | Dallas                    | Dallas                | CBS                      |             |     |
| Louis Gossett Jr.      | Bessie apja           |                           | Palmerstown, U.S.A.   | CBS                      |             |     |
| Pernell Roberts        | Trapper John McIntyre |                           | Trapper John, M.D.    | CBS                      |             |     |
| 1982 (34. gála)        |                       |                           |                       |                          |             |     |
|                        | Daniel J. Travanti    | Frank Furillo             | Zsarublues            | Hill Street Blues        | NBC         |     |
| Ed Asner               | Lou Grant             |                           | Lou Grant             | CBS                      |             |     |
| John Forsythe          | Blake Carrington      | Dinasztia                 | Dynasty               | ABC                      |             |     |
| James Garner           | Bret Maverick         |                           | Bret Maverick         | NBC                      |             |     |
| Tom Selleck            | Thomas Magnum         | Magnum                    | Magnum, P.I.          | CBS                      |             |     |
| 1983 (35. gála)        |                       |                           |                       |                          |             |     |
|                        | Ed Flanders           | Donald Westphall          | Egy kórház magánélete | St. Elsewhere            | NBC         |     |
| William Daniels        | Mark Craig            | Egy kórház magánélete     | St. Elsewhere         | NBC                      |             |     |
| John Forsythe          | Blake Carrington      | Dinasztia                 | Dynasty               | ABC                      |             |     |
| Tom Selleck            | Thomas Magnum         | Magnum                    | Magnum, P.I.          | CBS                      |             |     |
| Daniel J. Travanti     | Frank Furillo         | Zsarublues                | Hill Street Blues     | NBC                      |             |     |
| 1984 (36. gála)        |                       |                           |                       |                          |             |     |
|                        | Tom Selleck           | Thomas Magnum             | Magnum                | Magnum, P.I.             | CBS         |     |
| William Daniels        | Mark Craig            | Egy kórház magánélete     | St. Elsewhere         | NBC                      |             |     |
| Ed Flanders            | Donald Westphall      | Egy kórház magánélete     | St. Elsewhere         | NBC                      |             |     |
| John Forsythe          | Blake Carrington      | Dinasztia                 | Dynasty               | ABC                      |             |     |
| Daniel J. Travanti     | Frank Furillo         | Zsarublues                | Hill Street Blues     | NBC                      |             |     |
| 1985 (37. gála)        |                       |                           |                       |                          |             |     |
|                        | William Daniels       | Mark Craig                | Egy kórház magánélete | St. Elsewhere            | NBC         |     |
| Ed Flanders            | Donald Westphall      | Egy kórház magánélete     | St. Elsewhere         | NBC                      |             |     |
| Don Johnson            | Sonny Crockett        | Miami Vice                | Miami Vice            | NBC                      |             |     |
| Tom Selleck            | Thomas Magnum         | Magnum                    | Magnum, P.I.          | CBS                      |             |     |
| Daniel J. Travanti     | Frank Furillo         | Zsarublues                | Hill Street Blues     | NBC                      |             |     |
| 1986 (38. gála)        |                       |                           |                       |                          |             |     |
|                        | William Daniels       | Mark Craig                | Egy kórház magánélete | St. Elsewhere            | NBC         |     |
| Ed Flanders            | Donald Westphall      | Egy kórház magánélete     | St. Elsewhere         | NBC                      |             |     |
| Tom Selleck            | Thomas Magnum         | Magnum                    | Magnum, P.I.          | CBS                      |             |     |
| Bruce Willis           | David Addison         | A simlis és a szende      | Moonlighting          | ABC                      |             |     |
| Edward Woodward        | Robert McCall         |                           | The Equalizer         | CBS                      |             |     |
| 1987 (39. gála)        |                       |                           |                       |                          |             |     |
|                        | Bruce Willis          | David Addison             | A simlis és a szende  | Moonlighting             | ABC         |     |
| Corbin Bernsen         | Arnie Becker          |                           | L.A. Law              | NBC                      |             |     |
| William Daniels        | Mark Craig            | Egy kórház magánélete     | St. Elsewhere         | NBC                      |             |     |
| Ed Flanders            | Donald Westphall      | Egy kórház magánélete     | St. Elsewhere         | NBC                      |             |     |
| Edward Woodward        | Robert McCall         |                           | The Equalizer         | CBS                      |             |     |
| 1988 (40. gála)        |                       |                           |                       |                          |             |     |
|                        | Richard Kiley         | Joe Gardner               |                       | A Year in the Life       | NBC         |     |
| Corbin Bernsen         | Arnie Becker          |                           | L.A. Law              | NBC                      |             |     |
| Ron Perlman            | Vincent               | A szépség és a szörnyeteg | Beauty and the Beast  | CBS                      |             |     |
| Michael Tucker         | Stuart Markowitz      |                           | L.A. Law              | NBC                      |             |     |
| Edward Woodward        | Robert McCall         |                           | The Equalizer         | CBS                      |             |     |
| 1989 (41. gála)        |                       |                           |                       |                          |             |     |
|                        | Carroll O’Connor      | Bill Gillespie            | Az éjszaka árnyai     | In the Heat of the Night | NBC         |     |
| Ron Perlman            | Vincent               | A szépség és a szörnyeteg | Beauty and the Beast  | CBS                      |             |     |
| Michael Tucker         | Stuart Markowitz      |                           | L.A. Law              | NBC                      |             |     |
| Ken Wahl               | Vinnie Terranova      |                           | Wiseguy               | CBS                      |             |     |
| Edward Woodward        | Robert McCall         |                           | The Equalizer         | CBS                      |             |     |

### 1990-es évek
| Év               | Színész             | Színész                    | Szerep                       | Magyar cím                   | Eredeti cím    | Adó |
| 1990 (42. gála)  |                     |                            |                              |                              |                |     |
| ---------------- | ------------------- | -------------------------- | ---------------------------- | ---------------------------- | -------------- | --- |
| 1990 (42. gála)  |                     | Peter Falk                 | Columbo                      | Columbo                      | Columbo        | ABC |
| 1990 (42. gála)  | Scott Bakula        | Sam Beckett                | Quantum Leap – Az időutazó   | Quantum Leap                 | NBC            |     |
| 1990 (42. gála)  | Robert Loggia       | Nick Mancuso               |                              | Mancuso, F.B.I.              | NBC            |     |
| 1990 (42. gála)  | Kyle MacLachlan     | Dale Cooper                | Twin Peaks                   | Twin Peaks                   | ABC            |     |
| 1990 (42. gála)  | Edward Woodward     | Robert McCall              |                              | The Equalizer                | CBS            |     |
| 1991 (43. gála)  |                     |                            |                              |                              |                |     |
|                  | James Earl Jones    | Gabriel Bird               |                              | Gabriel's Fire               | ABC            |     |
| Scott Bakula     | Sam Beckett         | Quantum Leap – Az időutazó | Quantum Leap                 | NBC                          |                |     |
| Michael Moriarty | Benjamin Stone      | Esküdt ellenségek          | Law & Order                  | NBC                          |                |     |
| Peter Falk       | Columbo             | Columbo                    | Columbo                      | ABC                          |                |     |
| Kyle MacLachlan  | Dale Cooper         | Twin Peaks                 | Twin Peaks                   | ABC                          |                |     |
| 1992 (44. gála)  |                     |                            |                              |                              |                |     |
|                  | Christopher Lloyd   | Alistair Dimple            | Váratlan utazás              | Road to Avonlea              | Disney Channel |     |
| Scott Bakula     | Sam Beckett         | Quantum Leap – Az időutazó | Quantum Leap                 | NBC                          |                |     |
| Harrison Page    | Walters tiszteletes | Quantum Leap – Az időutazó | Quantum Leap                 | NBC                          |                |     |
| Kirk Douglas     | Kalthrob tábornok   | Mesék a kriptából          | Tales from the Crypt         |                              |                |     |
| Rob Morrow       | Joel Fleischman     | Miért éppen Alaszka?       | Northern Exposure            | CBS                          |                |     |
| Michael Moriarty | Benjamin Stone      | Esküdt ellenségek          | Law & Order                  | NBC                          |                |     |
| Sam Waterston    | Forrest Bedford     |                            | I'll Fly Away                | NBC                          |                |     |
| 1993 (45. gála)  |                     |                            |                              |                              |                |     |
|                  | Tom Skerritt        | Jimmy Brock                | Kisvárosi rejtélyek          | Picket Fences                | CBS            |     |
| Scott Bakula     | Sam Beckett         | Quantum Leap – Az időutazó | Quantum Leap                 | NBC                          |                |     |
| Michael Moriarty | Benjamin Stone      | Esküdt ellenségek          | Law & Order                  | NBC                          |                |     |
| Rob Morrow       | Joel Fleischman     | Miért éppen Alaszka?       | Northern Exposure            | CBS                          |                |     |
| Sam Waterston    | Forrest Bedford     |                            | I'll Fly Away                | NBC                          |                |     |
| 1994 (46. gála)  |                     |                            |                              |                              |                |     |
|                  | Dennis Franz        | Andy Sipowicz              | New York rendőrei            | NYPD Blue                    | ABC            |     |
| David Caruso     | John Kelly          | New York rendőrei          | NYPD Blue                    | ABC                          |                |     |
| Peter Falk       | Columbo             | Columbo                    | Columbo                      | ABC                          |                |     |
| Michael Moriarty | Benjamin Stone      | Esküdt ellenségek          | Law & Order                  | NBC                          |                |     |
| Tom Skerritt     | Jimmy Brock         | Kisvárosi rejtélyek        | Picket Fences                | CBS                          |                |     |
| 1995 (47. gála)  |                     |                            |                              |                              |                |     |
|                  | Mandy Patinkin      | Jeffrey Geiger             | Chicago Hope Kórház          | Chicago Hope                 | CBS            |     |
| Dennis Franz     | Andy Sipowicz       | New York rendőrei          | NYPD Blue                    | ABC                          |                |     |
| Jimmy Smits      | Bobby Simone        | New York rendőrei          | NYPD Blue                    | ABC                          |                |     |
| George Clooney   | Doug Ross           | Vészhelyzet                | ER                           | NBC                          |                |     |
| Anthony Edwards  | Mark Greene         | Vészhelyzet                | ER                           | NBC                          |                |     |
| 1996 (48. gála)  |                     |                            |                              |                              |                |     |
|                  | Dennis Franz        | Andy Sipowicz              | New York rendőrei            | NYPD Blue                    | ABC            |     |
| Andre Braugher   | Frank Pembleton     | Gyilkos utcák              | Homicide: Life on the Street | NBC                          |                |     |
| George Clooney   | Doug Ross           | Vészhelyzet                | ER                           | NBC                          |                |     |
| Anthony Edwards  | Mark Greene         | Vészhelyzet                | ER                           | NBC                          |                |     |
| Jimmy Smits      | Bobby Simone        | New York rendőrei          | NYPD Blue                    | ABC                          |                |     |
| 1997 (49. gála)  |                     |                            |                              |                              |                |     |
|                  | Dennis Franz        | Andy Sipowicz              | New York rendőrei            | NYPD Blue                    | ABC            |     |
| David Duchovny   | Fox Mulder          | X-akták                    | The X-Files                  | Fox                          |                |     |
| Anthony Edwards  | Mark Greene         | Vészhelyzet                | ER                           | NBC                          |                |     |
| Jimmy Smits      | Bobby Simone        | New York rendőrei          | NYPD Blue                    | ABC                          |                |     |
| Sam Waterston    | Jack McCoy          | Esküdt ellenségek          | Law & Order                  | NBC                          |                |     |
| 1998 (50. gála)  |                     |                            |                              |                              |                |     |
|                  | Andre Braugher      | Frank Pembleton            | Gyilkos utcák                | Homicide: Life on the Street | NBC            |     |
| David Duchovny   | Fox Mulder          | X-akták                    | The X-Files                  | Fox                          |                |     |
| Anthony Edwards  | Mark Greene         | Vészhelyzet                | ER                           | NBC                          |                |     |
| Dennis Franz     | Andy Sipowicz       | New York rendőrei          | NYPD Blue                    | ABC                          |                |     |
| Jimmy Smits      | Bobby Simone        | New York rendőrei          | NYPD Blue                    | ABC                          |                |     |
| 1999 (51. gála)  |                     |                            |                              |                              |                |     |
|                  | Dennis Franz        | Andy Sipowicz              | New York rendőrei            | NYPD Blue                    | ABC            |     |
| James Gandolfini | Tony Soprano        | Maffiózók                  | The Sopranos                 | HBO                          |                |     |
| Dylan McDermott  | Bobby Donnell       | Ügyvédek                   | The Practice                 | ABC                          |                |     |
| Jimmy Smits      | Bobby Simone        | New York rendőrei          | NYPD Blue                    | ABC                          |                |     |
| Sam Waterston    | Jack McCoy          | Esküdt ellenségek          | Law & Order                  | NBC                          |                |     |

### 2000-es évek
| Év                 | Színész                    | Színész                                  | Szerep                            | Magyar cím    | Eredeti cím  | Adó |
| 2000 (52. gála)    |                            |                                          |                                   |               |              |     |
| ------------------ | -------------------------- | ---------------------------------------- | --------------------------------- | ------------- | ------------ | --- |
| 2000 (52. gála)    |                            | James Gandolfini                         | Tony Soprano                      | Maffiózók     | The Sopranos | HBO |
| 2000 (52. gála)    | Dennis Franz               | Andy Sipowicz                            | New York rendőrei                 | NYPD Blue     | ABC          |     |
| 2000 (52. gála)    | Jerry Orbach               | Lennie Briscoe                           | Esküdt ellenségek                 | Law & Order   | NBC          |     |
| 2000 (52. gála)    | Sam Waterston              | Jack McCoy                               | Esküdt ellenségek                 | Law & Order   | NBC          |     |
| 2000 (52. gála)    | Martin Sheen               | Josiah Bartlet                           | Az elnök emberei                  | The West Wing | NBC          |     |
| 2001 (53. gála)    |                            |                                          |                                   |               |              |     |
|                    | James Gandolfini           | Tony Soprano                             | Maffiózók                         | The Sopranos  | HBO          |     |
| Andre Braugher     | Dr. Ben Gideon             |                                          | Gideon's Crossing                 | ABC           |              |     |
| Dennis Franz       | Andy Sipowicz              | New York rendőrei                        | NYPD Blue                         | ABC           |              |     |
| Rob Lowe           | Sam Seaborn                | Az elnök emberei                         | The West Wing                     | NBC           |              |     |
| Martin Sheen       | Josiah Bartlet             | Az elnök emberei                         | The West Wing                     | NBC           |              |     |
| 2002 (54. gála)    |                            |                                          |                                   |               |              |     |
|                    | Michael Chiklis            | Vic Mackey                               | The Shield – Kemény zsaruk        | The Shield    | FX           |     |
| Michael C. Hall    | David Fisher               | Sírhant művek                            | Six Feet Under                    | HBO           |              |     |
| Peter Krause       | Nate Fisher                | Sírhant művek                            | Six Feet Under                    | HBO           |              |     |
| Martin Sheen       | Josiah Bartlet             | Az elnök emberei                         | The West Wing                     | NBC           |              |     |
| Kiefer Sutherland  | Jack Bauer                 | 24                                       | 24                                | Fox           |              |     |
| 2003 (55. gála)    |                            |                                          |                                   |               |              |     |
|                    | James Gandolfini           | Tony Soprano                             | Maffiózók                         | The Sopranos  | HBO          |     |
| Michael Chiklis    | Vic Mackey                 | The Shield – Kemény zsaruk               | The Shield                        | FX            |              |     |
| Peter Krause       | Nate Fisher                | Sírhant művek                            | Six Feet Under                    | HBO           |              |     |
| Martin Sheen       | Josiah Bartlet             | Az elnök emberei                         | The West Wing                     | NBC           |              |     |
| Kiefer Sutherland  | Jack Bauer                 | 24                                       | 24                                | Fox           |              |     |
| 2004 (56. gála)    |                            |                                          |                                   |               |              |     |
|                    | James Spader               | Alan Shore                               | Ügyvédek                          | The Practice  | ABC          |     |
| James Gandolfini   | Tony Soprano               | Maffiózók                                | The Sopranos                      | HBO           |              |     |
| Anthony LaPaglia   | Jack Malone                | Nyomtalanul                              | Without a Trace                   | CBS           |              |     |
| Martin Sheen       | Josiah Bartlet             | Az elnök emberei                         | The West Wing                     | NBC           |              |     |
| Kiefer Sutherland  | Jack Bauer                 | 24                                       | 24                                | Fox           |              |     |
| 2005 (57. gála)    |                            |                                          |                                   |               |              |     |
|                    | James Spader               | Alan Shore                               | Boston Legal – Jogi játszmák      | Boston Legal  | ABC          |     |
| Hank Azaria        | Dr. Craig "Huff" Huffstodt | Huff                                     | Huff                              | Showtime      |              |     |
| Hugh Laurie        | Gregory House              | Doktor House                             | House                             | Fox           |              |     |
| Ian McShane        | Al Swearengen              | Deadwood                                 | Deadwood                          | HBO           |              |     |
| Kiefer Sutherland  | Jack Bauer                 | 24                                       | 24                                | Fox           |              |     |
| 2006 (58. gála)    |                            |                                          |                                   |               |              |     |
|                    | Kiefer Sutherland          | Jack Bauer                               | 24                                | 24            | Fox          |     |
| Peter Krause       | Nate Fisher                | Sírhant művek                            | Six Feet Under                    | HBO           |              |     |
| Denis Leary        | Tommy Gavin                | Ments meg!                               | Rescue Me                         | FX            |              |     |
| Christopher Meloni | Elliot Stabler             | Esküdt ellenségek: Különleges ügyosztály | Law & Order: Special Victims Unit | NBC           |              |     |
| Martin Sheen       | Josiah Bartlet             | Az elnök emberei                         | The West Wing                     | NBC           |              |     |
| 2007 (59. gála)    |                            |                                          |                                   |               |              |     |
|                    | James Spader               | Alan Shore                               | Boston Legal – Jogi játszmák      | Boston Legal  | ABC          |     |
| James Gandolfini   | Tony Soprano               | Maffiózók                                | The Sopranos                      | HBO           |              |     |
| Hugh Laurie        | Gregory House              | Doktor House                             | House                             | Fox           |              |     |
| Denis Leary        | Tommy Gavin                | Ments meg!                               | Rescue Me                         | FX            |              |     |
| Kiefer Sutherland  | Jack Bauer                 | 24                                       | 24                                | Fox           |              |     |
| 2008 (60. gála)    |                            |                                          |                                   |               |              |     |
|                    | Bryan Cranston             | Walter White                             | Breaking Bad – Totál szívás       | Breaking Bad  | AMC          |     |
| Gabriel Byrne      | Paul Weston                | In Treatment – A terapeuta               | In Treatment                      | HBO           |              |     |
| Michael C. Hall    | Dexter Morgan              | Dexter                                   | Dexter                            | Showtime      |              |     |
| Jon Hamm           | Don Draper                 | Mad Men – Reklámőrültek                  | Mad Men                           | AMC           |              |     |
| Hugh Laurie        | Gregory House              | Doktor House                             | House                             | Fox           |              |     |
| James Spader       | Alan Shore                 | Boston Legal – Jogi játszmák             | Boston Legal                      | ABC           |              |     |
| 2009 (61. gála)    |                            |                                          |                                   |               |              |     |
|                    | Bryan Cranston             | Walter White                             | Breaking Bad – Totál szívás       | Breaking Bad  | AMC          |     |
| Gabriel Byrne      | Paul Weston                | In Treatment – A terapeuta               | In Treatment                      | HBO           |              |     |
| Michael C. Hall    | Dexter Morgan              | Dexter                                   | Dexter                            | Showtime      |              |     |
| Jon Hamm           | Don Draper                 | Mad Men – Reklámőrültek                  | Mad Men                           | AMC           |              |     |
| Hugh Laurie        | Gregory House              | Doktor House                             | House                             | Fox           |              |     |
| Simon Baker        | Patrick Jane               | A mentalista                             | The Mentalist                     | CBS           |              |     |

### 2010-es évek
| Év                  | Színész                      | Színész                            | Szerep                                    | Magyar cím                  | Eredeti cím  | Adó |
| 2010 (62. gála)     |                              |                                    |                                           |                             |              |     |
| ------------------- | ---------------------------- | ---------------------------------- | ----------------------------------------- | --------------------------- | ------------ | --- |
| 2010 (62. gála)     |                              | Bryan Cranston                     | Walter White                              | Breaking Bad – Totál szívás | Breaking Bad | AMC |
| 2010 (62. gála)     | Kyle Chandler                | Eric Taylor                        | Friday Night Lights – Tiszta szívvel foci | Friday Night Lights         | DirecTV      |     |
| 2010 (62. gála)     | Matthew Fox                  | Jack Shephard                      | Lost – Eltűntek                           | Lost                        | ABC          |     |
| 2010 (62. gála)     | Michael C. Hall              | Dexter Morgan                      | Dexter                                    | Dexter                      | Showtime     |     |
| 2010 (62. gála)     | Jon Hamm                     | Don Draper                         | Mad Men – Reklámőrültek                   | Mad Men                     | AMC          |     |
| 2010 (62. gála)     | Hugh Laurie                  | Gregory House                      | Doktor House                              | House                       | Fox          |     |
| 2011 (63. gála)     |                              |                                    |                                           |                             |              |     |
|                     | Kyle Chandler                | Eric Taylor                        | Friday Night Lights – Tiszta szívvel foci | Friday Night Lights         | DirecTV      |     |
| Steve Buscemi       | Nucky Thompson               | Boardwalk Empire – Gengszterkorzó  | Boardwalk Empire                          | HBO                         |              |     |
| Michael C. Hall     | Dexter Morgan                | Dexter                             | Dexter                                    | Showtime                    |              |     |
| Jon Hamm            | Don Draper                   | Mad Men – Reklámőrültek            | Mad Men                                   | AMC                         |              |     |
| Hugh Laurie         | Gregory House                | Doktor House                       | House                                     | Fox                         |              |     |
| Timothy Olyphant    | Raylan Givens                | A törvény embere                   | Justified                                 | FX                          |              |     |
| 2012 (64. gála)     |                              |                                    |                                           |                             |              |     |
|                     | Damian Lewis                 | Nicholas Brody                     | Homeland – A belső ellenség               | Homeland                    | Showtime     |     |
| Hugh Bonneville     | Robert Crawley               | Downton Abbey                      | Downton Abbey                             | PBS                         |              |     |
| Steve Buscemi       | Nucky Thompson               | Boardwalk Empire – Gengszterkorzó  | Boardwalk Empire                          | HBO                         |              |     |
| Bryan Cranston      | Walter White                 | Breaking Bad – Totál szívás        | Breaking Bad                              | AMC                         |              |     |
| Michael C. Hall     | Dexter Morgan                | Dexter                             | Dexter                                    | Showtime                    |              |     |
| Jon Hamm            | Don Draper                   | Mad Men – Reklámőrültek            | Mad Men                                   | AMC                         |              |     |
| 2013 (65. gála)     |                              |                                    |                                           |                             |              |     |
|                     | Jeff Daniels                 | Will McAvoy                        | Híradósok                                 | The Newsroom                | HBO          |     |
| Hugh Bonneville     | Robert Crawley               | Downton Abbey                      | Downton Abbey                             | PBS                         |              |     |
| Bryan Cranston      | Walter White                 | Breaking Bad – Totál szívás        | Breaking Bad                              | AMC                         |              |     |
| Jon Hamm            | Don Draper                   | Mad Men – Reklámőrültek            | Mad Men                                   | AMC                         |              |     |
| Damian Lewis        | Nicholas Brody               | Homeland – A belső ellenség        | Homeland                                  | Showtime                    |              |     |
| Kevin Spacey        | Frank Underwood              | Kártyavár                          | House of Cards                            | Netflix                     |              |     |
| 2014 (66. gála)     |                              |                                    |                                           |                             |              |     |
|                     | Bryan Cranston               | Walter White                       | Breaking Bad – Totál szívás               | Breaking Bad                | AMC          |     |
| Jeff Daniels        | Will McAvoy                  | Híradósok                          | The Newsroom                              | HBO                         |              |     |
| Jon Hamm            | Don Draper                   | Mad Men – Reklámőrültek            | Mad Men                                   | AMC                         |              |     |
| Woody Harrelson     | Martin Hart                  | True Detective – A törvény nevében | True Detective                            | HBO                         |              |     |
| Matthew McConaughey | Rust Cohle                   | True Detective – A törvény nevében | True Detective                            | HBO                         |              |     |
| Kevin Spacey        | Frank Underwood              | Kártyavár                          | House of Cards                            | Netflix                     |              |     |
| 2015 (67. gála)     |                              |                                    |                                           |                             |              |     |
|                     | Jon Hamm                     | Don Draper                         | Mad Men – Reklámőrültek                   | Mad Men                     | AMC          |     |
| Kyle Chandler       | John Rayburn                 | Bloodline – A vérvonal árnyai      | Bloodline                                 | Netflix                     |              |     |
| Jeff Daniels        | Will McAvoy                  | Híradósok                          | The Newsroom                              | HBO                         |              |     |
| Bob Odenkirk        | Jimmy McGill                 | Better Call Saul                   | Better Call Saul                          | AMC                         |              |     |
| Liev Schreiber      | Ray Donovan                  | Ray Donovan                        | Ray Donovan                               | Showtime                    |              |     |
| Kevin Spacey        | Frank Underwood              | Kártyavár                          | House of Cards                            | Netflix                     |              |     |
| 2016 (68. gála)     |                              |                                    |                                           |                             |              |     |
|                     | Rami Malek                   | Elliot Alderson                    | Mr. Robot                                 | Mr. Robot                   | USA Network  |     |
| Kyle Chandler       | John Rayburn                 | Bloodline – A vérvonal árnyai      | Bloodline                                 | Netflix                     |              |     |
| Bob Odenkirk        | Jimmy McGill                 | Better Call Saul                   | Better Call Saul                          | AMC                         |              |     |
| Matthew Rhys        | Philip Jennings              | Foglalkozásuk: amerikai            | The Americans                             | FX                          |              |     |
| Liev Schreiber      | Ray Donovan                  | Ray Donovan                        | Ray Donovan                               | Showtime                    |              |     |
| Kevin Spacey        | Frank Underwood              | Kártyavár                          | House of Cards                            | Netflix                     |              |     |
| 2017 (69. gála)     |                              |                                    |                                           |                             |              |     |
|                     | Sterling K. Brown            | Randall Pearson                    | Rólunk szól                               | This Is Us                  | NBC          |     |
| Anthony Hopkins     | Dr. Robert Ford              | Westworld                          | Westworld                                 | HBO                         |              |     |
| Bob Odenkirk        | Jimmy McGill                 | Better Call Saul                   | Better Call Saul                          | AMC                         |              |     |
| Matthew Rhys        | Philip Jennings              | Foglalkozásuk: amerikai            | The Americans                             | FX                          |              |     |
| Kevin Spacey        | Frank Underwood              | Kártyavár                          | House of Cards                            | Netflix                     |              |     |
| Liev Schreiber      | Ray Donovan                  | Ray Donovan                        | Ray Donovan                               | Showtime                    |              |     |
| Milo Ventimiglia    | Jack Pearson                 | Rólunk szól                        | This Is Us                                | NBC                         |              |     |
| 2018 (70. gála)     |                              |                                    |                                           |                             |              |     |
|                     | Matthew Rhys                 | Philip Jennings                    | Foglalkozásuk: amerikai                   | The Americans               | FX           |     |
| Jason Bateman       | Martin "Marty" Byrde         | Ozark                              | Ozark                                     | Netflix                     |              |     |
| Sterling K. Brown   | Randall Pearson              | Rólunk szól                        | This Is Us                                | NBC                         |              |     |
| Milo Ventimiglia    | Jack Pearson                 | Rólunk szól                        | This Is Us                                | NBC                         |              |     |
| Ed Harris           | Fekete ruhás férfi / William | Westworld                          | Westworld                                 | HBO                         |              |     |
| Jeffrey Wright      | Bernard Lowe                 | Westworld                          | Westworld                                 | HBO                         |              |     |
| 2019 (71. gála)     |                              |                                    |                                           |                             |              |     |
|                     | Billy Porter                 | Pray Tell                          | A póz                                     | Pose                        | FX           |     |
| Jason Bateman       | Martin "Marty" Byrde         | Ozark                              | Ozark                                     | Netflix                     |              |     |
| Sterling K. Brown   | Randall Pearson              | Rólunk szól                        | This Is Us                                | NBC                         |              |     |
| Milo Ventimiglia    | Jack Pearson                 | Rólunk szól                        | This Is Us                                | NBC                         |              |     |
| Kit Harington       | Havas Jon                    | Trónok harca                       | Game of Thrones                           | HBO                         |              |     |
| Bob Odenkirk        | Jimmy McGill                 | Better Call Saul                   | Better Call Saul                          | AMC                         |              |     |

### 2020-as évek
| Év                | Színész                                    | Színész               | Szerep              | Magyar cím       | Eredeti cím | Adó |
| 2020 (72. gála)   |                                            |                       |                     |                  |             |     |
| ----------------- | ------------------------------------------ | --------------------- | ------------------- | ---------------- | ----------- | --- |
| 2020 (72. gála)   |                                            | Jeremy Strong         | Kendall Roy         | Utódlás          | Succession  | HBO |
| 2020 (72. gála)   | Jason Bateman                              | Marty Byrde           | Ozark               | Ozark            | Netflix     |     |
| 2020 (72. gála)   | Sterling K. Brown                          | Randall Pearson       | Rólunk szól         | This Is Us       | NBC         |     |
| 2020 (72. gála)   | Steve Carell                               | Mitch Kessler         | The Morning Show    | The Morning Show | Apple TV+   |     |
| 2020 (72. gála)   | Brian Cox                                  | Logan Roy             | Utódlás             | Succession       | HBO         |     |
| 2020 (72. gála)   | Billy Porter                               | Pray Tell             | Póz                 | Pose             | FX          |     |
| 2021 (73. gála)   |                                            |                       |                     |                  |             |     |
|                   | Josh O′Connor                              | Károly, Wales hercege | A Korona            | The Crown        | Netflix     |     |
| Sterling K. Brown | Randall Pearson                            | Rólunk szól           | This Is Us          | NBC              |             |     |
| Jonathan Majors   | Atticus Freeman                            | Lovecraft Country     | Lovecraft Country   | HBO              |             |     |
| Regé-Jean Page    | Simon Bassett                              | A Bridgerton család   | Bridgerton          | Netflix          |             |     |
| Billy Porter      | Pray Tell                                  | Póz                   | Pose                | FX               |             |     |
| Matthew Rhys      | Perry Mason                                | Perry Mason           | Perry Mason         | HBO              |             |     |
| 2022 (74. gála)   |                                            |                       |                     |                  |             |     |
|                   | I Dzsongdzse                               | Seong Gi-hun          | Nyerd meg az életed | Squid Game       | Netflix     |     |
| Jason Bateman     | Marty Byrde                                | Ozark                 | Ozark               | Netflix          |             |     |
| Brian Cox         | Logan Roy                                  | Utódlás               | Succession          | HBO              |             |     |
| Jeremy Strong     | Kendall Roy                                | Utódlás               | Succession          | HBO              |             |     |
| Bob Odenkirk      | Jimmy McGill / Saul Goodman                | Better Call Saul      | Better Call Saul    | AMC              |             |     |
| Adam Scott        | Mark Scout                                 | Különválás            | Severance           | Apple TV+        |             |     |
| 2023 (75. gála)   |                                            |                       |                     |                  |             |     |
|                   | Kieran Culkin                              | Roman Roy             | Utódlás             | Succession       | HBO         |     |
| Jeff Bridges      | Dan Chase                                  | A nagy öreg           | The Old Man         | FX               |             |     |
| Brian Cox         | Logan Roy                                  | Utódlás               | Succession          | HBO              |             |     |
| Jeremy Strong     | Kendall Roy                                | Utódlás               | Succession          | HBO              |             |     |
| Bob Odenkirk      | Jimmy McGill / Saul Goodman / Gene Takavic | Better Call Saul      | Better Call Saul    | AMC              |             |     |
| Pedro Pascal      | Joel Miller                                | The Last of Us        | The Last of Us      | HBO              |             |     |
| 2024 (76. gála)   |                                            |                       |                     | HBO              |             |     |
|                   | Szanada Hirojuki                           | Josi Toranaga Nagyúr  | A sógun             | Shōgun           | FX          |     |
| Idris Elba        | Sam Nelson                                 | Az eltérített járat   | Hijack              | Apple TV+        |             |     |
| Donald Glover     | John Smith / Michael                       | Mr. & Mrs. Smith      | Mr. & Mrs. Smith    | Prime Video      |             |     |
| Walton Goggins    | A Ghúl / Cooper Howard                     | Fallout               | Fallout             | Prime Video      |             |     |
| Gary Oldman       | Jackson Lamb                               | Utolsó befutók        | Slow Horses         | Apple TV+        |             |     |
| Dominic West      | Károly walesi herceg                       | A Korona              | The Crown           | Netflix          |             |     |

## Fordítás
- Ez a szócikk részben vagy egészben  a   Primetime Emmy Award for Outstanding Lead Actor in a Drama Series című angol Wikipédia-szócikk ezen változatának fordításán alapul.  Az eredeti cikk szerkesztőit annak laptörténete sorolja fel. Ez a jelzés csupán a megfogalmazás eredetét és a szerzői jogokat jelzi, nem szolgál a cikkben szereplő információk forrásmegjelöléseként.